# Subkhiddin Mohd Salleh
Subkhiddin Mohd Salleh (Parit Buntar, 17 novembre 1966) è un ex arbitro di calcio malese.

## Carriera
Riceve la nomina dalla FIFA il 1º gennaio 2000 e dirige il suo primo match internazionale l'anno successivo: Iraq-Nepal 4-2, valido per le qualificazioni asiatiche ai mondiali di Giappone e Corea 2002.
Nel 2004 è chiamato a dirigere alcune partite alle Olimpiadi di Atene. Sempre nello stesso anno dirige in Coppa d'Asia.
Nella sua lunga esperienza da internazionale ha avuto modo di arbitrare anche ai Mondiali Under-17 del 2005, ai Mondiali Under-20 2007 e Mondiali Under-20 2009. In quest'ultimo torneo dirige tre gare: due della fase a gironi e un ottavo di finale.
Ha diretto inoltre molte gare di qualificazione ai mondiali del 2006 e 2010. In un primo momento figurava tra i preselezionati per la rassegna iridata tedesca, ma poi è stato scartato in un taglio successivo.
Nel 2006 ha diretto una partita anche in occasione del Mondiale per club FIFA in Giappone.
La FIFA lo ha selezionato per i mondiali in Sudafrica del 2010, dove svolge, però, solo le funzioni di quarto ufficiale.
Nel gennaio 2011 è tra gli arbitri selezionati dall'AFC per la Coppa delle nazioni asiatiche in Qatar. Nell'occasione l'arbitro malese dirige tre partite della fase a gironi ed un quarto di finale.
In carriera vanta anche la direzione in due finali di AFC Champions League (nel 2007 e nel 2008).
Terminata la carriera per raggiunti limiti d'età, dal 1º gennaio 2012 entra a far parte della Commissione Arbitrale FIFA e si occuperà di sviluppo e formazione degli arbitri.